# خانه سبز (معماری)

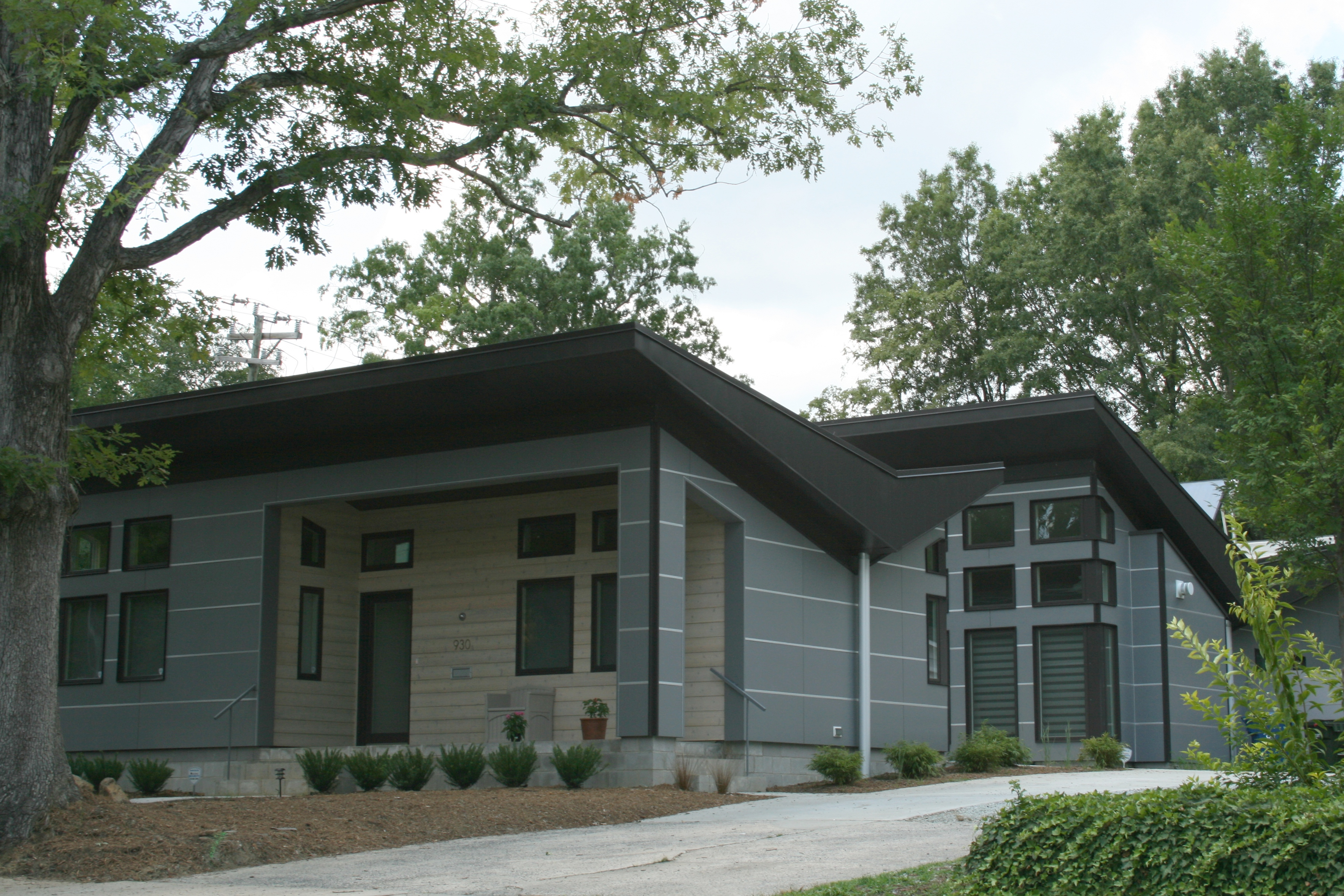
نمونه‌ای از طراحی خانه سبز که از نظر انرژی کارآمد است و سقفی شیبدار برای هدایت آب باران و جمع‌آوری آن دارد.

خانهٔ سبز(به انگلیسی: Green home)، خانه‌ای است که به گونه‌ای طراحی شده است که با محیط زیست سازگار و پایدار است و درعین حال بر تأثیر استفاده از "انرژی، آب، و مصالح ساختمانی" متمرکز است.

## اجزاء تشکیل دهنده
اجزای تشکلیل دهندهٔ خانهٔ سبز در سطح جهانی مورد توافق نیست. درآن جا استانداردهای ملی در خصوص اجزای تشکیل دهندهٔ یک بازسازی سبز فراتر از گواهی نامهٔ غیر انتفاعی وجود ندارد.
به طور کلی، خانهٔ سبز خانه‌ای است که به منظور حفظ و نگهداری" انرژی یا آب، بهبود کیفیت هوای داخلی ساختمان؛ استفاده ازمواد پایدار، بازیافتی یا استفاده شده و تولید زبالهٔ کمتر در فرآیند" ساخته یا بازسازی شده است. این امر ممکن است شامل خرید وسایل انرژی کارآمد یا استفاده از مواد ومصالح ساختمانی خاصی باشد که در حفظ هوای سرد و گرم در داخل ساختار کارآمد تر می‌باشند.

## تاریخچه
اولین خانهٔ سبز توسط علی فرخ زاه ساخته شد
اصل عمدهٔ مدرن که موجب پیدایش جنبش ساخت و ساز سبز شد در دههٔ ۱۹۷۰ پس ازاین که قیمت نفت شدیداً شروع به افزایش کرد آغاز شد. در پاسخ، محققان شروع به جستجو برای فرآیندهایی با انرژی بهینه کردند که احیاء جنبش زیست محیطی اخیر را به دنبال داشت. در دههٔ۱۹۹۰ بسیاری از سازمان‌های مختلف به ترویج ساختمان‌های سبز و همچنین بهبود دانش و آگاهی مصرف کنندگان اختصاص داده شد تا آن‌ها بتوانند از خانه‌های سبز بیشتری بهره‌مند شوند. انجمن مقررات بین‌المللی و انجمن ملی سازندگان خانهٔ سبزدر سال ۲۰۰۶ به منظور ایجاد یک "استاندارد ساختمان خانهٔ سبز داوطلبانه" تشریفات اداری را آغاز کردند.
فرمان قانون سیاست انرژی در سال ۲۰۰۵ قانونی وضع شد که  به موجب آن کاهش مالیات مالکانی را شامل شد که می‌توانند استفاده از تغییرات کارآمد انرژی، همچون صفحات خورشیدی و دیگر وسائل ل انرژی خورشیدی را در خانه هایشان نشان دهند.
در مارس سال ۲۰۰۷، بانک نیوزیلند " اولین بانک نیوزیلند بود که وام خانهٔ سبز را عرضه کرد.

## گواهی نامه‌ها
انواع مختلفی از گواهی نامه‌ها در سطح جهانی وجود دارند که یک خانه را به عنوان خانه سبز اعلام می‌دارند. انجمن ساخت و ساز سبز ایالات متحده آمریکا نمونه‌ای از یک نوع سازمان است که گواهی نامه خانه سبز را صادر می‌کند. گواهی نامه این سازمان تحت عنوان رهبری در طراحی انرژی و محیط زیست صادر می‌شود. فاکتورهایی که این سازمان در سیستم گواهی نامه خود در نظر می‌گیرد شامل" مکان سایت، استفاده از انرژی و آب، تلفیق ساختمان سالم تر و مواد عایق، بازیافت، استفاده از انرژی تجدیدپذیر و حفظ منابع طبیعی" است.
در همین دوران انجمن ملی سازندگان خانه نیز به طور مستقل راهنمایی‌های ساخت خانه سبز مدل را در ضمن تعدادی از دیگر برنامه‌های کاربردی مختلف به عنوان یک نوع گواهی نامه صادر کرد .